# Кадифе
Кадифѐто (на немски: Samt; на английски: Velvet; на френски: Velours) е вид плат, който се получава при особено преплитане на нишките, леко мъхнат от едната страна, което го прави уникален и разпознаваем на пипане.. Платът с мъхесто покритие от лицевата страна, което е по-дълго от това на кадифето, се нарича плюш. Цветовете на кадифето могат да са най-разнообразни.
Особен вид кадифе, от което се правят предимно панталони, е такова, което изглежда на райета – рипсено кадифе. Този вид се счита за много здрав плат. По традиция кадифето се използва за направа на дрехи, завеси и декорация..